# Metaniidae
Los metánidos (Metaniidae) son una familia de esponjas de agua dulce del orden Haplosclerida que agrupa cinco géneros.

## Géneros
- Acalle Gray, 1867
- Corvomeyenia Weltner, 1913
- Drulia Gray, 1867
- Houssayella Bonetto e Ezcurra de Drago, 1966
- Metania Gray, 1867